# Protaetia speciosissima
Protaetia speciosissima es una especie de coleóptero de la familia Scarabaeidae.

## Distribución geográfica
Habita en el paleártico: Europa y Asia Menor.